# Communauté de communes Ouest Limousin
Die Communauté de communes Ouest Limousin ist ein französischer Gemeindeverband mit der Rechtsform einer Communauté de communes im Département Haute-Vienne in der Region Nouvelle-Aquitaine. Sie wurde am 19. Oktober 2016 gegründet und umfasst 16 Gemeinden. Der Verwaltungssitz befindet sich im Ort Cussac.

## Historische Entwicklung
Der Gemeindeverband entstand mit Wirkung vom 1. Januar 2017 durch die Fusion der Vorgängerorganisationen 
- Communauté de communes de la Vallée de la Gorre und
- Communauté de communes des Feuillardiers.

## Mitgliedsgemeinden
| Gemeinde                              | Einwohner 1. Januar 2022 | Fläche km² | Dichte Einw./km² | Code INSEE | Postleitzahl |
| ------------------------------------- | ------------------------ | ---------- | ---------------- | ---------- | ------------ |
| Champagnac-la-Rivière                 | 591                      | 24,46      | 24               | 87034      | 87150        |
| Champsac                              | 688                      | 23,94      | 29               | 87036      | 87230        |
| Cognac-la-Forêt                       | 1.199                    | 31,56      | 38               | 87046      | 87310        |
| Cussac                                | 1.148                    | 31,70      | 36               | 87054      | 87150        |
| Gorre                                 | 388                      | 16,17      | 24               | 87073      | 87310        |
| La Chapelle-Montbrandeix              | 264                      | 19,83      | 13               | 87037      | 87440        |
| Maisonnais-sur-Tardoire               | 376                      | 31,89      | 12               | 87091      | 87440        |
| Marval                                | 481                      | 38,50      | 12               | 87092      | 87440        |
| Oradour-sur-Vayres                    | 1.602                    | 39,09      | 41               | 87111      | 87150        |
| Pensol                                | 179                      | 15,04      | 12               | 87115      | 87440        |
| Saint-Auvent                          | 969                      | 33,46      | 29               | 87135      | 87310        |
| Saint-Bazile                          | 143                      | 8,58       | 17               | 87137      | 87150        |
| Saint-Cyr                             | 676                      | 21,30      | 32               | 87141      | 87310        |
| Sainte-Marie-de-Vaux                  | 206                      | 5,55       | 37               | 87162      | 87420        |
| Saint-Laurent-sur-Gorre               | 1.391                    | 39,92      | 35               | 87158      | 87310        |
| Saint-Mathieu                         | 1.069                    | 40,39      | 26               | 87168      | 87440        |
| Communauté de communes Ouest Limousin | 11.370                   | 421,38     | 27               | –          | –            |